# Война Басус

Аравийский полуостров до появления ислама и создания Арабского халифата в VII веке.

Война Басус (араб. حرب البسوس‎) — сорокалетний вооруженный конфликт между племенами Бану Таглиб (араб. حرب البسوس‎) и Бану Бакр (араб. بكر بن وائل‎) в средневековой Аравии произошедший в период с 494-534 годами. По легенде война началась из-за спора по поводу верблюда.

## Причины
По легенде война началась из-за того, что вождь  племени Талиб ранил белую верблюдицу, принадлежащую женщине из племени Басус.

## Ход войны
между племенами Бану Таглиб (Таглибитами) и Бану Бакр (Бакритами).
История началась задолго до наступления исламской эпохи в Аравии , когда женщина по имени аль-Басус посетила свою внучку Джалилу бинт Мурра и ее сына Джассаса ибн Мурра аль-Шайбани, все из племени Бану Бакр ибн Ваиль. .
Джалила была замужем за Кулайбом, вождем племени таглиб, известным своей яростной ревностью к своему имуществу. Он увидел на своей земле неизвестного ему верблюда, принадлежащего аль-Басусу, и выстрелил в него стрелой .
Аль-Басус был в ярости и громко жаловался на случившееся с его племянником, считая себя серьезно оскорбленным. Яссас, в свою очередь, взбешенный гневным выражением лица своей тети, подошел к лидеру таглибов (который был его зятем) и ударил его копьем по спине: признак трусости и неверности даже в глазах древние арабы.
Джассас испугался того, что он сделал, и убежал. Амр - или Умар - (друг Джассаса) остался на месте. Кулайб попросил воды, но Амр в страхе покачал головой и даже погнался за своим другом, обратившись в бегство. Кулайб стоял в степи час, звал на помощь, умирал. Через 30 минут ходьбы через кусты он наткнулся на пастуха , который дал ему воды. Кулайб попросил его посмотреть, смертельная ли рана, но пастух отказался.
Кулайб заставил его подчиниться, что пастух и сделал, сообщив ему, что действительно полученная рана почти наверняка была смертельной. Это настолько свело Кулайба с ума, что он призвал своего бога отомстить за него за ущерб, нанесенный Бакр и Джассас, [3]после чего говорится, что он прочитал стихотворение пастуху, в котором просил своего брата Мухалхила по имени аз-Зир Салим отомстить за него, но кто-то говорит, что он использовал свою собственную кровь, чтобы начертить на арабском языке [4] на каменная стена, его признаки воли к мести, которую должен осуществить его брат аз-Зир Салим.
Это вызвало войну между двумя племенами Таглиб и Бакр. Позже в том же году союзник ( халиф ) бакров, вождь племени по имени аль-Харит ибн Аббад, размышляя о том, что он не хочет втягивать себя и свое племя в бессмысленную войну, взял на себя инициативу остановить это кровопролитие, отправив своего сын Уджайр новому лидеру таглиб и брату покойного Кулайба аль-Мухалхилю, также известному под прозвищем аз-Зир Салем, с целью заключения перемирия.
Традиция гласит, что вместо этого аль-Харис послал очень важного человека, который был готов пожертвовать собой, чтобы сгладить ситуацию и избежать войны между сторонами. Но неожиданно, вдали от действующих традиций и поведенческой этики, аль-Мухалхил убил Уджайра (или другого человека). Скорбящий отец Уджайра прочитал стихотворение из 40 стихов, отметив, что к тому времени он находился в состоянии войны с таглибами. Затем он приказал своим людям побрить голову и отрезать гриву и хвост его лошади, положив начало традиции, которая сохранилась у арабов и означала глубокую боль, которую можно было унять только местью.
Тогда аль-Харит произнес бы свою знаменитую фразу « Я не буду говорить с таглибами, пока земля не заговорит со мной », как бы говоря никогда!
Племена Талиб и Бакр  боролись между собой в разных частях Аравии сорок лет (с 494 по 534 год).

## В литературе
Война Басус была описана в средневековом арабском эпосе Айям аль-араб («Дни арабов»). Конфликт был включён в афоризм, который предостерегает людей от кровной мести.